# Klaus von Rautenfeld
Klaus Berens von Rautenfeld (né le 5 avril 1909 à Dorpat, mort le 5 février 1982 à Munich) est un directeur de la photographie allemand.

## Biographie
Klaus Berens von Rautenfeld est issu de la famille noble germano-balte Berens von Rautenfeld. Son père est l'homme d'affaires Viktor Eduard Berens von Rautenfeld (né en 1876 à Riga, mort en 1935 à Berlin), l'époux de Clara von Loudon (née en 1879). Klaus a deux frères : Arndt (né en 1906 à Dorpat, mort en 1996 à Munich), qui sera également directeur de la photographie , et Götz (né en 1913 en Livonie, mort en 2001 à São Paulo, Brésil), qui sert dans la Waffen-SS.
Il étudie le droit puis effectue un apprentissage de directeur de la photographie à l'UFA. En 1932, von Rautenfeld prend part au film de montagne Das Lied der schwarzen Berge en tant que directeur sportif. À partir de 1933, il est assistant auprès d'Albert Benitz et du cinéma de montagne de et avec Luis Trenker.
En 1936, Benitz l'engage comme collaborateur pour le film Le Capitaine de Florence, il est ensuite chef opérateur pour Trenker jusqu'en 1940 et se fait un nom en tant que spécialiste des films de montagne. Lorsque Trenker est en conflit avec le ministre de la Propagande Goebbels en 1940, von Rautenfeld travaille avec d'autres réalisateurs.
Dans les années 1950 et 1960, il est derrière la caméra dans de nombreuses productions allemandes. Pour son travail dans À bout de nerfs, il reçoit le Filmband in Silber en 1960.

## Filmographie
- 1937 : Le Capitaine de Florence (Condottieri) de Luis Trenker
- 1938 : Le Défi de Luis Trenker
- 1938 : Liebesbriefe aus dem Engadin
- 1939 : Grenzfeuer
- 1940 : Der Feuerteufel
- 1940 : Les Risque-tout (de)
- 1941 : Attentat à Bakou
- 1941 : Je t'aimerai toujours de Karl Anton
- 1944 : Les Aiglons (Junge Adler)
- 1945 : Die Schenke zur ewigen Liebe
- 1947 : Zugvögel (de)
- 1947 : Und finden dereinst wir uns wieder… (de)
- 1949 : Wohin die Züge fahren
- 1949 : Nach Regen scheint Sonne
- 1951 : Der Tiger Akbar
- 1952 : Persien – Blickpunkt der Welt
- 1953 : Gesprengte Gitter (de)
- 1953 : Le Chemin sans retour
- 1953 : Le Tigre de Colombo (de)
- 1954 : Prisonnière du Maharadjah (de)
- 1954 : Der rote Prinz
- 1954 : Heimweh nach Deutschland
- 1954 : La Chanson du printemps (de)
- 1954 : Die goldene Pest
- 1955 : Der Schmied von St. Bartholomä
- 1955 : Zwei Herzen und ein Thron
- 1955 : Jeunes Filles sans frontières (Mädchen ohne Grenzen)
- 1956 : Viele kamen vorbei
- 1956 : Holiday am Wörthersee
- 1956 : Kleines Zelt und große Liebe
- 1957 : Rose
- 1957 : Zwei Bayern im Urwald
- 1957 : Rarahu, fleur des îles (Blaue Jungs)
- 1957 : Skandal in Ischl
- 1957 : El Hakim (de)
- 1958 : La Fille Rosemarie
- 1958 : Peter Foss, le voleur de millions
- 1958 : Les soldats ne sont pas de bois
- 1958 : Éva ou les Carnets secrets d'une jeune fille
- 1959 : À bout de nerfs
- 1959 : SOS - Train d'atterrissage bloqué
- 1959 : Peter Voss, der Held des Tages (de)
- 1960 : Ginrei no ôja
- 1960 : Scheidungsgrund: Liebe
- 1960 : Stefanie in Rio (de)
- 1961 : Le Miracle du père Malachias
- 1961 : La Fille de Hong Kong (de)
- 1961 : Barbara
- 1962 : Espionnage à Hong Kong
- 1962 : Coup dur à Tanger
- 1962 : Neunzig Minuten nach Mitternacht
- 1962 : Straße der Verheißung
- 1963 : La Panthère noire de Ratana (de)
- 1963 : Wochentags immer
- 1963 : Elf Jahre und ein Tag de Gottfried Reinhardt
- 1963 : Es war mir ein Vergnügen
- 1964 : Le Mystère de la jonque rouge
- 1964 : Du grisbi pour Hong Kong
- 1964 : Un certain désir
- 1965 : Espionnage à Bangkok pour U-92
- 1966 : Chasse à l'homme à Ceylan
- 1968 : Der nächste Herr, dieselbe Dame
- 1968 : Le Plaisir total (de)
- 1968 : Radhapura – Endstation der Verdammten
- 1968 : Heidi
- 1969 : Pudelnackt in Oberbayern
- 1969 : Hugo, der Weiberschreck
- 1969 : Les Folles Nuits de la Bovary
- 1971 : La Croisière de la terreur